# Jaouad Gharib
Pour les articles homonymes, voir Gharib.
Jaouad Gharib (en arabe جواد غريب), né le 22 mai 1972 à Khénifra, est un athlète marocain, spécialiste du marathon.
Second marathonien de l'histoire, après Abel Anton, à remporter deux championnats du monde consécutifs.

## Palmarès

### Jeux olympiques
- Jeux olympiques d'été de 2008 à Pékin ( Chine)
  -  Médaille d'argent sur le marathon (2 h 07 min 16 s)

### Championnats du monde
- Championnats du monde d'athlétisme 2003 à Paris ( France)
  -  Médaille d'or sur le marathon (2 h 08 min 31 s CR)
- Championnats du monde d'athlétisme 2005 à Helsinki ( Finlande)
  -  Médaille d'or sur le marathon (2 h 10 min 11 s)

### Championnats du monde de semi-marathon
- Championnats du monde de semi-marathon 2002 à Bruxelles
  -  Médaille d'argent sur le Semi-marathon (1 h 00 min 42 s)

## Marathons internationaux
- 2004
  - Vainqueur de la Corrida de Houilles
- 2005
  - Vainqueur du Soulier d'or de l'Association Internationale des Marathons et des Courses sur route
  - 2e au Marathon de Londres
- 2007
  - 2e au Marathon de Chicago
- 2009
  - 3e au Marathon de Londres
  - 3e au Marathon de New York
- 2010
  - Vainqueur du Marathon de Fukuoka
  - 3e au Marathon de Londres
- 2011
  - 5e au Marathon de New York
  - 6e au Marathon de Londres
- 2012
  - 5e au Marathon de Londres
- 2013
  - 3e au Orlen Warsaw Marathon

Il a reçu le Trophée AIMS du meilleur athlète de l'année en 2005.